# Tokyo Electric Power Company

Werkgebieden van de tien elektriciteitsbedrijven in Japan. In lichtgeel het TEPCO werkgebied in en om de hoofdstad Tokio.

De Tokyo Electric Power Company (Japans: 東京電力株式会社,Tōkyō Denryoku Kabushiki-kaisha), ook bekend als Tōden (東電) of TEPCO is een Japanse energiemaatschappij . Het hoofdkwartier van de maatschappij bevindt zich in Chiyoda (Tokio).
Het bedrijf is het op drie na grootste energiebedrijf ter wereld (na E.ON, EDF en RWE) en heeft ongeveer een derde van de Japanse markt in handen.

## Geschiedenis
TEPCO werd op 1 mei 1951 opgericht net als negen andere nutsbedrijven. Alle tien kregen een bepaald gebied aangewezen en hierbinnen werden de bedrijven monopolist. De hele elektriciteitsketen kwam in een hand, van productie, transmissie en distributie naar de finale klant.
Twee jaar later nam TEPCO de eerste elektriciteitscentrale in gebruik. In maart 1971 werd de eerste reactor van de Fukushima Daiichi kernenergiecentrale met een capaciteit van 460 Megawatt (MW) opgestart. De bouw van nieuwe kernenergiecentrales continueerde en in 1997 kwam de zevende eenheid van Kashiwazaki-Kariwa kernenergiecentrale in bedrijf. De kerncentrale werd daarmee de grootste van de wereld met een opgesteld vermogen van 8200 MW.
Na een aardbeving op 16 juli 2007 moest TEPCO de centrale van Kashiwazaki-Kariwa sluiten waardoor het bedrijf voor het eerst in 28 jaar de boeken met een verlies moest sluiten. Het daaropvolgende jaar werd eveneens met een verlies gesloten doordat de centrale nog niet in bedrijf was.
Na de zeebeving voor de kust van Sendai op 11 maart 2011 traden ernstige problemen op met de koeling van meerdere reactoren van de kernenergiecentrale Fukushima I waarbij mogelijk sprake was van een kernsmelting. De aandelenkoers van TEPCO daalde tussen 11 maart en 17 maart met 66% in waarde.
Begin 2015 kondigden TEPCO en Chubu Electric Power Company een intensieve samenwerking aan met betrekking tot de fossiele brandstof centrales. De twee willen diverse activiteiten bundelen waaronder als eerste de inkoop van brandstoffen. TEPCO is de op een na grootste afnemer van vloeibaar aardgas. Jaarlijks koopt het zo’n 25 miljoen ton lng in en Chubu zo’n 14 miljoen ton. Verder willen ze samen optrekken bij investeringen in de winning en productie van aardgas. Chubu is het op twee na grootste nutsbedrijf in Japan. De twee hebben fossiele centrales met een totaal opgesteld vermogen van 68 gigawatt (GW) elektriciteit. Twee jaar later zijn ook deze elektriciteitscentrales opgenomen in dit verband. De belangen zijn gebundeld in de joint venture JERA Co., Inc. Hierin hebben beide partijen elk een aandelenbelang van 50%. JERA telde zo'n 4500 medewerkers per april 2019.
TEPCO heeft zijn bedrijfsactiviteiten in Rusland voortgezet, waaronder de aankoop van Russisch gas, ondanks de internationale sancties tegen Rusland na de invasie van Oekraïne in 2022. In tegenstelling tot veel internationale bedrijven die hun activiteiten in Rusland hebben verminderd of gestaakt, heeft TEPCO ervoor gekozen zijn betrokkenheid voort te zetten. Onderzoek uitgevoerd door de Yale School of Management plaatste het bedrijf in de "Grade F"-categorie, aangeduid als "Digging In", wat entiteiten betekent die zich verzetten tegen oproepen om de activiteiten in Rusland te beëindigen of te verminderen. Deze beslissing heeft kritiek uitgelokt omdat het de wereldwijde inspanningen ondermijnt om Rusland economisch te isoleren en druk uit te oefenen om de agressie te beëindigen.

## Resultaten
Voor een gereguleerde onderneming fluctueren de resultaten van TEPCO fors, dit is vooral veroorzaakt door de ongevallen met de kerncentrales. De onderneming moet extra kosten maken voor de centrales zelf, maar ook andere brandstoffen inzetten, die vaak duurder zijn, om het gemis aan productie van de kerncentrales op te vangen. De zware verliezen in de jaren 2011 tot en met 2013 hebben de financiële positie verzwakt, maar nadien trad een herstel op.
In 2012 kreeg het bedrijf financiële steun van de overheid. Door de enorme kosten van de nucleaire ongelukken was het eigen vermogen van TEPCO gedaald en was een faillissement niet uit te sluiten. Er werd 1000 miljard yen, circa $12,5 miljard, aan aandelenvermogen toegevoegd. Dit verklaart de gestegen solvabiliteit ondanks het grote verlies in dat jaar. De Nuclear Damage Compensation and Decommissioning Facilitation Corporation kreeg hiermee, namens de overheid, een aandelenbelang van iets meer dan 50%. In ruil zal TEPCO over een periode van 10 jaar 3700 miljard yen aan kosten besparen waaronder een personeelsreductie van 10%.
| Jaar | Omzet  | Nettoresultaat | Equity ratio | elektriciteit verkopen (miljoen kWh) | Opgesteld vermogen (MW) | waarvan nucleair (MW) | Capaciteits- benutting nucleair |
| 2010 | ¥ 5016 | ¥ 134          | 18,7%        | 280                                  | 64.487                  | 17.308                | 53,3%                           |
| 2011 | ¥ 5368 | ¥ −1247        | 10,5%        | 294                                  | 64.988                  | 17.308                | 55,3%                           |
| 2012 | ¥ 5349 | ¥ −782         | 5,1%         | 268                                  | 66.472                  | 17.308                | 18,5%                           |
| 2013 | ¥ 5976 | ¥ −685         | 7,5%         | 269                                  | 65.582                  | 14.496                | 0,0%                            |
| 2014 | ¥ 6631 | ¥ 439          | 10,5%        | 267                                  | 65.056                  | 12.612                | 0,0%                            |
| 2015 | ¥ 6802 | ¥ 452          | 14,6%        | 257                                  | 66.057                  | 12.612                | 0,0%                            |
| 2016 | ¥ 6070 | ¥ 141          | 16,1%        | 247                                  | 66.800                  | 12.612                | 0,0%                            |
| 2017 | ¥ 5358 | ¥ 133          | 19,1%        | 244                                  | 67.590                  | 12.612                | 0,0%                            |
| 2018 | ¥ 5851 | ¥ 318          | 21,1%        | 240                                  | 63.690                  | 12.612                | 0,0%                            |
| 2019 | ¥ 6338 | ¥ 232          | 22,6%        | 230                                  | 63.690                  | 12.612                | 0,0%                            |

## Productie-eenheden
Per 31 maart 2015 had TEPCO een totaal opgesteld vermogen van 66.000 MW. Het grootste deel hiervan zijn traditionele centrales die fossiele brandstoffen gebruiken. Deze hebben een gezamenlijk capaciteit van 54.300 MW, of twee derde van het totaal. De kernenergiecentrales hebben een capaciteit van 12.000 MW en alle waterkrachtcentrales tezamen zo'n 10.000 MW.

### Kernenergiecentrales
Ze is eigenaar van drie kernenergiecentrales
- Kernenergiecentrale Fukushima I
- Kernenergiecentrale Fukushima II (totaal 4.400 MW)
- Kernenergiecentrale Kashiwazaki-Kariwa (8.212 MW)

### Waterkrachtcentrales
Tepco heeft in totaal 160 waterkrachtcentrales met een totale capaciteit van 8520 MW.
- Pompcentrale (500 MW en meer）
  - Nagawadodam (623 MW)
  - Takasedam (1280 MW)
  - Tanbaradam (1200 MW)
  - Sabigawadam (900 MW)
  - Imashidm (1050 MW)
  - Kazunogawadam (800 MW)
  - Kanagawa Hydroelectric Generating Station (2820 MW)